# Černý Petr (film)

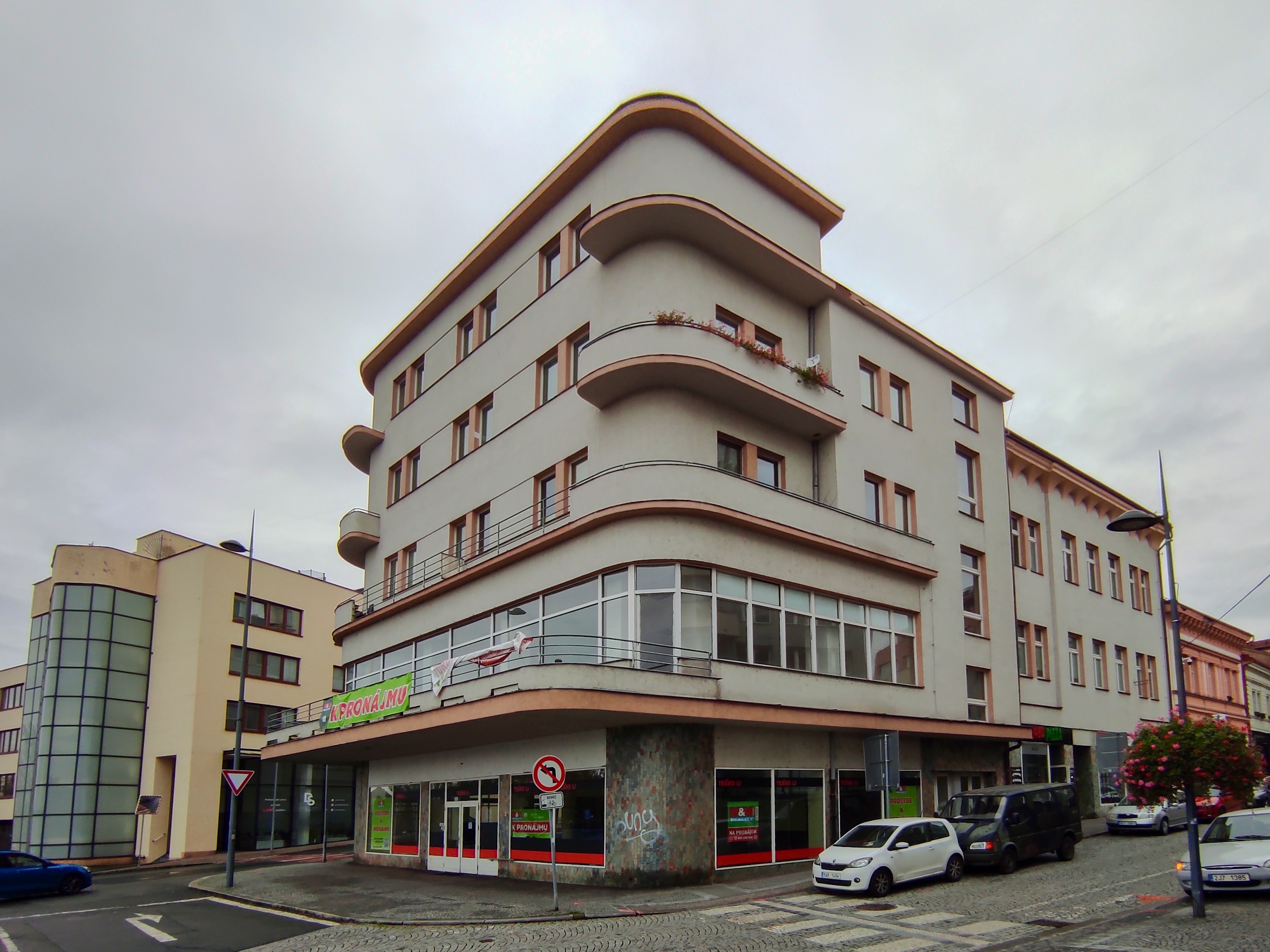
Část filmu se odehrávala v sálu bývalého hotelu Savoy v Kolíně.

Černý Petr je český černobílý film režiséra Miloše Formana z roku 1964 natočený ve Filmovém studiu Barrandov. Film se z větší části natáčel v létě 1963 v Kolíně. V roce 1964 film získal hlavní cenu Zlatý leopard na Mezinárodním filmovém festivalu v Locarnu.

## Děj
Film vypráví o dospívání učně Petra (Ladislav Jakim), pasivně přijímajícího život i poučky dospělých – především svého otce (Jan Vostrčil) – a zároveň hledajícího si své místo mezi vrstevníky (kamaráda Čendu hrál známý Vladimír Pucholt).

## Obsazení
| Ladislav Jakim      | Petr                                 |
| Pavla Martínková    | Pavla (původně se měla jmenovat Aša) |
| Jan Vostrčil        | Petrův otec                          |
| Božena Matušková    | Petrova matka                        |
| Pavel Sedláček      | Sako                                 |
| Vladimír Pucholt    | Čenda                                |
| Zdeněk Kulhánek     | Kudrnáček                            |
| František Kosina    | vedoucí samoobsluhy                  |
| Josef Koza          | zednický mistr                       |
| Antonín Pokorný     | "zloděj"                             |
| Jaroslav Kladrubský | skladník                             |
| Františka Skálová   | zákaznice                            |
| Jaroslav Bendl      | Franta Mára                          |
| Majka Gillarová     | Ašina kamarádka                      |
| Jaroslava Rážová    | dívka                                |
| Dana Urbánková      | dívka                                |
| Zuzana Opršalová    | role nepojmenována                   |
| František Pražák    | kamarád Saka                         |